# Virgin Festival
Virgin Festival is een rockfestival dat sinds 2006 in de Verenigde Staten en Canada wordt gehouden.
Op 30 juni 2006 maakte Richard Branson bekend dat de shows zouden worden gehouden. Tijdens het eerste festival op 9- en 10 september 2006 in Toronto (Canada) traden en meer dan 40 artiesten op. Er was ook een tweede festival dat plaatsvond in Baltimore (Maryland) op 23 september 2006 met de Red Hot Chili Peppers en The Who.